# Хупер-Бей
Хупер-Бей (англ. Hooper Bay) — город, расположенный в районе переписи Кусилвак штата Аляска (США) с населением в 1014 человек по данным переписи 2000 года.
В честь города назван одноимённый альбом группы Boards of Canada.

## География
По данным Бюро переписи населения США город Хупер-Бей имеет общую площадь в 22,79 км², из которых 22,53 км² занимает суша и 0,26 км² — вода. Площадь водных ресурсов города составляет 1,14 % от всей его площади.
Город Хупер-Бей расположен на высоте 8 метров над уровнем моря.

## Демография
По данным переписи населения 2000 года в Хупер-Бей проживало 1014 человек, 187 семей, насчитывалось 227 домашних хозяйств и 239 жилых домов. Средняя плотность населения составляла около 45,1 человек на один квадратный километр. Расовый состав Хупер-Бей по данным переписи распределился следующим образом: 4,24 % белых, 93,69 % — коренных американцев, 2,07 % — представителей смешанных рас. Испаноговорящие составили 0,10 % от всех жителей города.
Из 227 домашних хозяйств в 61,7 % — воспитывали детей в возрасте до 18 лет, 34,4 % представляли собой совместно проживающие супружеские пары, в 30 % семей женщины проживали без мужей, 17,6 % не имели семей. 15,4 % от общего числа семей на момент переписи жили самостоятельно, при этом 0,9 % составили одинокие пожилые люди в возрасте 65 лет и старше. Средний размер домашнего хозяйства составил 4,47 человек, а средний размер семьи — 4,97 человек.
Население города по возрастному диапазону по данным переписи 2000 года распределилось следующим образом: 49,2 % — жители младше 18 лет, 9 % — между 18 и 24 годами, 24,5 % — от 25 до 44 лет, 11,5 % — от 45 до 64 лет и 5,8 % — в возрасте 65 лет и старше. Средний возраст жителей составил 18 лет. На каждые 100 женщин в Хупер-Бей приходилось 98,8 мужчин, при этом на каждые сто женщин 18 лет и старше приходилось 116,4 мужчин также старше 18 лет.
Средний доход на одно домашнее хозяйство в городе составил 26 667 долларов США, а средний доход на одну семью — 27 500 долларов. При этом мужчины имели средний доход в 31 250 долларов США в год против 32 083 доллара среднегодового дохода у женщин. Доход на душу населения в городе составил 7841 доллар в год. 28,4 % от всего числа семей в городе и 27,9 % от всей численности населения находилось на момент переписи населения за чертой бедности, при этом 30,1 % из них были моложе 18 лет и 31,6 % — в возрасте 65 лет и старше.